# Xysticus simonstownensis
Xysticus simonstownensis là một loài nhện trong họ Thomisidae.
Loài này thuộc chi Xysticus. Xysticus simonstownensis được Embrik Strand miêu tả năm 1909.